# Крейн, Харт
Харт Крейн (англ. Harold Hart Crane, 21 июля 1899 года, Гэрретсвиль, Огайо — 27 апреля 1932 года, Мексиканский залив) — американский поэт.

## Биография
Харт Крейн был сыном успешного фабриканта, производившего леденцы. Мать (Харт — её девичья фамилия) была набожной сторонницей «Христианской науки» Мэри Бейкер-Эдди. Родители в 1916 году развелись. Крейн не окончил школу. В 1917—1924 годах жил между Кливлендом и Нью-Йорком, подрабатывая в разных местах, в том числе — на фабрике отца.
Крейн страдал от депрессий, связанных с собственными неудачами (на фоне отцовских успехов), а также в связи со своими гомосексуальными наклонностями, а позднее (во второй половине 1920-х годов) ещё и с пристрастием к алкоголю.
В 1929 году покончил с собой (застрелился вместе с подругой) друг Харта Крейна, поэт Гарри Кросби, укреплявший его в поэтических замыслах. В 1931 году скончался отец Крейна.
В 1931—1932 годах Харт Крейн отправился в Мексику по гранту Фонда Гуггенхайма, задумав «ацтекскую эпическую поэму» (остались лишь некоторые наброски).

### Гибель
Возвращаясь из Мексики, поэт бросился с палубы судна в воды Мексиканского залива, — основная версия, что это было самоубийство. Тело поэта найдено не было.

## Творчество
Харт Крейн был связан с поэтикой К. Марло, английских поэтов-кавалеров (Р. Геррика и др.), тяготел к архаической лексике и усложненному синтаксису (И. Бродский в «Диалогах с Соломоном Волковым» сопоставлял манеру Крейна с цветаевской). Испытал глубокое воздействие ранней лирики Элиота, уловив в ней близкую ноту разочарования и отчаяния. Вместе с тем, элиотовская ирония, дистанцирование от современности были Крейну чужды, он искал озарения, думал о новом эпосе, «мистическом синтезе Америки». Приближением к нему должна была стать поэма «Мост» (1930, имеется в виду Бруклинский мост), над которой он долго работал.

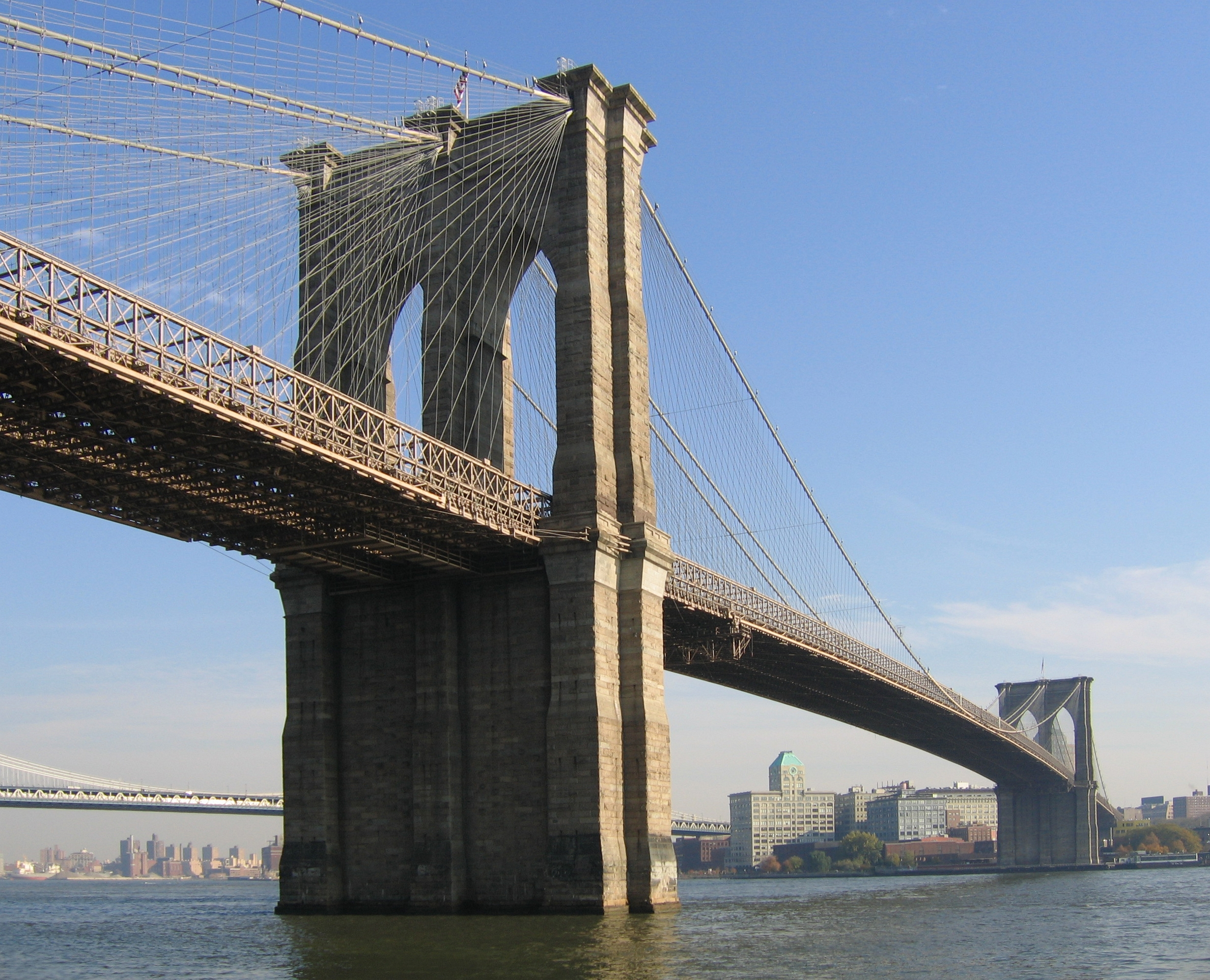
Бруклинский мост

Книга вышла в иллюстрированном издании с фотографиями Уокера Эванса, но из-за внутренней противоречивости, она была встречена критикой прохладнее, чем ожидал автор. Его стремление к эпосу было сочтено запоздалым и не получило поддержки.

## Наследие и признание
Крейн повлиял на раннюю поэзию Р. Лоуэлла, его высоко ценил Т. Уильямс. В характерной общественной и культурной атмосфере конца 1960-х годов, а затем на протяжении 1970—1980-х годов начался новый подъём интереса к поэту со стороны и публики, и критики, пересмотр прежних оценок его жизни и творчества. Значительную роль в этом сыграла монография известного критика, Йельского профессора Ричарда Льюиса (1967), а затем — книга знаменитого Харольда Блума (1986).

## Произведения
- White Buildings / Белые здания (1926)
- The Bridge / Мост (1930)

## Сводные издания
- The Complete Poems and Selected Letters and Prose (1966)
- O My Land, My Friends: The Selected Letters of Hart Crane (1997)
- Complete Poems & Selected Letters (2006)

### Публикации на русском языке
- Поэзия США / Сост. А. Зверев (М.: Художественная литература, 1982).
- Харт Крейн. Чаплинеска. На могиле Мелвилла. Бруклинскому мосту (Перевод В. Топорова) // Американская поэзия в русских переводах. XIX—XX вв. На английском языке с параллельным русским текстом (М.: Радуга, 1983), 262–267, 617–621.
- Харт Крейн. Стихи (Перевод с английского Михаила Еремина. Вступление В. Муравьева // Иностранная литература, 1989, № 9, 26–30.
- Харт Крейн. Стихи (Перевод с английского Михаила Еремина. Вступление М. Диксон) // Звезда, 2008, № 1.
- Переводы В. Топорова